# جمینیو اوگنیو
جمینیو اوگنیو (ایتالیایی: Geminio Ognio؛ ۱۳ دسامبر ۱۹۱۷ – ۲۸ اکتبر ۱۹۹۰) بازیکن واترپلو، و شناگر اهل ایتالیا بود.